# Luz Marina Ceballos
Luz Marina Ceballos Nieto (Pereira, 4 de abril de 1975), conocida también como Lucecita Ceballos, es una presentadora de televisión, modelo, actriz cómica y locutora colombiana que ha desarrollado la mayor parte de su carrera artística en el Perú.
Dentro de sus participaciones en el dicho país, se destacó por haber sido parte de la conducción del programa nocturno La noche del 11 de RBC Televisión, en diferentes programas humorísticos y por interpretar al personaje de Dalila Pajares en la teleserie Al fondo hay sitio de América Televisión.

## Primeros años
Luz Marina Ceballos Nieto nació el 4 de abril de 1975 en Pereira, ciudad del departamento de Risaralda, en la República de Colombia, proveniente de una familia de clase media. En sus primeros años se dedicó a la literatura. Años después, en 1995, Ceballos abandonó el país.

## Trayectoria
Ceballos comenzó su carrera artística como modelo a los 16 años con pocas participaciones en su país natal y tiempo después, se trasladaría al Perú allá por el año 2002.
No fue hasta el año 2006, cuando firmaría para RBC Televisión y tiempo después, ser anunciada como la presentadora del programa nocturno La noche del 11, la cual compartió la conducción al lado del exfutbolista y modelo peruano Joselito Carrera. Además, presentó su propio programa Lucecita al mediodía por la misma televisora en 2009 y debutó en la locución radial en la extinta emisora peruana Radio San Borja. La presentadora tuvo una breve aparición en Starmanía, emitido por Panamericana Televisión, en reemplazo del comediante Arturo Álvarez.
En el año 2011, se incursiona por primera vez en los programas humorísticos en el rol de actriz cómica, participando en el espacio Risas y salsa: Nueva generación y tras la cancelación del proyecto, se incorporó a El especial del humor de la mano del humorista Jorge Benavides, donde caracterizó varios personajes, siendo «La Maestra de la Escuelita» una de ellos. Además, Ceballos obtuvo el protagónico en la película El pequeño seductor al lado de Miguel Barraza en 2015, interpretando a «Anita», quién sería la saliente de Emilio, un viudo que busca el amor tras perder sus dotes de seductor.
Ceballos fue presentadora invitada del late show peruano La banda del Chino en 2017 y se suma al año siguiente a la conducción del magacín dominical Qué tal fin de semana a través de televisora peruana Viva TV.
Además, prestó su presencia para el espacio radial EnCumbia 2 en la emisora Cumbia Mix en 2019, compartiendo la conducción junto al locutor peruano Tobi «el Tobi» Mellaran. Tiempo después, volvió a trabajar con Joselito en el programa radial Splash por la señal de Radio Panamericana.
Ceballos fue incluida en la conducción de su propio programa de entrevistas por la cadena TV Digital Perú en 2022 y a la par, participó en la teleserie cómica peruana Al fondo hay sitio interpretando a Dalila Pajares, la mamá de Kimberly Torrejón y saliente temporal de Joel Gonzáles.

## Créditos

### Televisión
| Año       | Título                          | Papel                                | Emisión                 | Ref.                |
| --------- | ------------------------------- | ------------------------------------ | ----------------------- | ------------------- |
| 2006-2007 | La noche del 11                 | Presentadora                         | RBC Televisión          | [ 5 ]               |
| 2008      | Starmanía                       | Presentadora                         | Panamericana Televisión | [ 3 ]               |
| 2009      | Lucecita al mediodía            | Presentadora                         | RBC Televisión          | [ 5 ]               |
| 2010      | D'Boleto                        | Presentadora                         | Panamericana Televisión | [ 5 ]               |
| 2011      | Risas y salsa: Nueva generación | Actriz cómica y varios roles         | Panamericana Televisión | [ 5 ]               |
| 2011-2014 | El especial del humor           | Actriz cómica y varios roles         | Frecuencia Latina       | [ 5 ]               |
| 2015-2016 | JB en Willax                    | Actriz cómica y varios roles         | Willax Televisión       | [ 5 ]               |
| 2016      | Moreno con cancha               | Actriz cómica y varios roles         | Willax Televisión       | [ 17 ]              |
| 2017      | El wasap de JB                  | Actriz cómica y varios roles         | Latina Televisión       |                     |
| 2018-2019 | El wasap de JB                  | Actriz cómica y varios roles         | Latina Televisión       | [ 5 ]               |
| 2017      | La banda del Chino              | Presentadora invitada                | América Televisión      | [ 11 ]              |
| 2018      | Qué tal fin de semana           | Presentadora                         | Viva TV                 | [ 12 ]              |
| 2019      | Ojitos hechiceros               | Dalila Monzón                        | América Televisión      | [cita requerida]    |
| 2020      | Familia de patas Magacine       | Presentadora                         | Viva TV                 | [ 18 ]              |
| 2020-2021 | Atrévete a soñar emprendedor    | Presentadora                         | Viva TV                 | [ 19 ]              |
| 2022      | Entrevistas con Lucecita        | Presentadora                         | TV Digital Perú         | [ 5 ]               |
| 2022      | JB en ATV                       | «Maestra de la Escuelita»            | ATV                     | [ 9 ]               |
| 2022-2023 | Al fondo hay sitio              | Dalila Pajares Mondragón / «Dalil A» | América Televisión      | [ 16 ] [ 1 ] [ 20 ] |
| 2023      | Cómprale al Perú                | Presentadora                         | Pyme TV                 | [ 21 ]              |

### Cine
| Año  | Título                              | Papel   | Ref.   |
| ---- | ----------------------------------- | ------- | ------ |
| 2015 | El pequeño seductor                 | «Anita» | [ 10 ] |
| 2019 | Sara Hellen, el regreso del vampiro |         | [ 22 ] |

### Radio
| Año       | Título     | Papel    | Emisión            | Ref.             |
| --------- | ---------- | -------- | ------------------ | ---------------- |
| 2009-2011 |            | Locutora | Radio San Borja    | [cita requerida] |
| 2019-2020 | Splash     | Locutora | Radio Panamericana | [ 15 ]           |
| 2019      | EnCumbia 2 | Locutora | Cumbia Mix         | [ 14 ]           |